# バトルライフル
バトルライフル（英: Battle rifle）は、第二次世界大戦後に開発された軍用自動小銃（自動装填・排莢機構を持つライフル銃）のうち、セレクティブ・ファイア機能（単射・連射の切り替え）を備え、さらに7.62x51mm NATO弾のような大口径のフルロード弾を発射するものを指すとされる分類。

## 概要
第二次世界大戦中、ナチス・ドイツにて現代的なアサルトライフルの原型とも言われるSturmgewehr 44（StG44, 「44年式突撃銃」）が開発された。StG44はセレクティブ・ファイア機能と着脱式弾倉を備えた自動小銃で、フルオート射撃時の制御を容易にするべく従来の小銃弾よりも薬莢長が短くエネルギーや反動の小さい新型弾薬を用いている点が特徴の1つだった。
冷戦時代が幕を開けると、各国で新型自動小銃の設計が始まった。当時、着脱式弾倉やフルオート射撃といった機能は魅力的なものと捉えられていたものの、一方で銃弾の弱装化に対する抵抗が少なからず存在していた。そのため、M14、FAL、G3といった大口径自動小銃が生み出された。その後、西側諸国（主にアメリカ合衆国）においては、これら大口径自動小銃を指す言葉として「バトルライフル」が使われ始めたとされる。

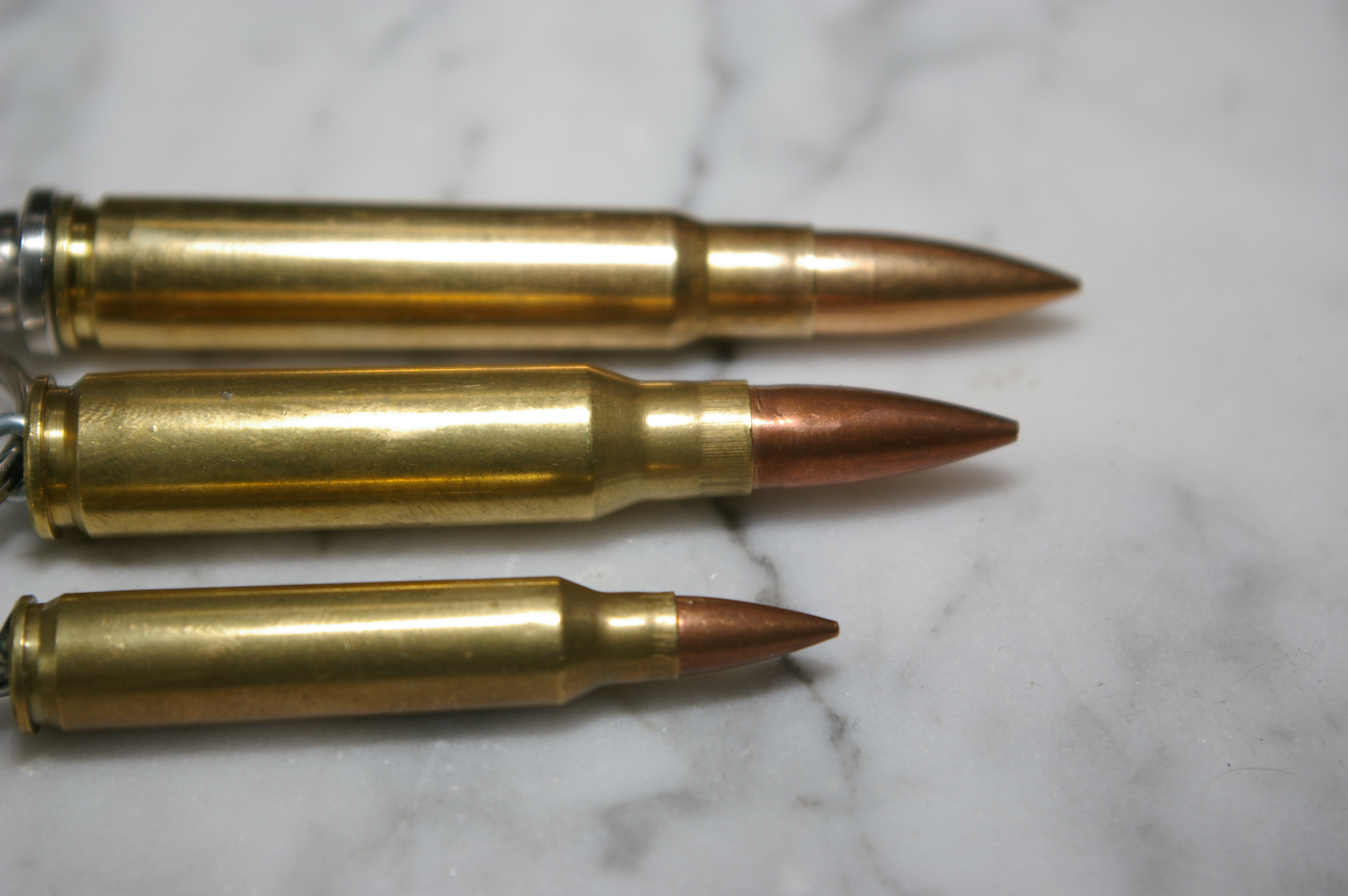
各種の小銃弾。上から
7.92x57mmモーゼル弾（1905年）
7.62x51mm NATO弾（1954年、当銃種用途）
5.56x45mm NATO弾（1963年、中間弾薬）

一般的にバトルライフルが備える威力と長射程射撃における精度は、遠距離目標を射撃することを意図しているが、それを実現するための重量や長銃身は近接格闘において不便を生ずる。また、大抵のバトルライフルはフルロード弾の反動のため、これを抑える工夫がなされているにもかかわらず、フルオート射撃時の制御は極めて困難である。そのため、ほとんどのバトルライフルはセミオート射撃を主として運用された。一方、アサルトライフルではM16などの5.56x45mm NATO弾、95式自動歩槍の5.8x42mm弾、AK-47の7.62x39mm弾などの中間弾薬を使用するものが多く、フルオート射撃時の反動制御が比較的容易である。正確な射撃能力が求められるマークスマン・ライフルに分類されるライフルは、バトルライフルとアサルトライフルを射程と精度の目的別で運用する。
バトルライフルに含まれうる自動小銃であっても、概念自体が浸透していない国では口径や使用弾による区別が行われず、単に「アサルトライフル」や「自動小銃」に相当する分類に含まれることが多い。